# 霍赫贊德-薩珀梅爾
霍赫贊德-薩珀梅爾（荷蘭語： uitspraakⓘ，格羅寧根方言：Hogezaand-Sapmeer）是荷蘭的旧市镇，位於該國東北部，距離首府格羅寧根15公里，腹地面積72.99平方（28.18平方英里），由格羅寧根省負責管轄。截至2017年，霍赫贊德-薩珀梅爾的人口為34,232人，人口密度為515/km2（1,330/sq mi）。
2018年1月霍赫贊德-薩珀梅爾與同省的斯洛赫特倫和門爾沃爾德合併，成立新的市镇－中格罗宁根（Midden-Groningen）。

## 外部連結
- Official website （页面存档备份，存于）